# Syllepte ogoalis
Syllepte ogoalis là một loài bướm đêm trong họ Crambidae.